# Munasiedlung
Munasiedlung ist ein Gemeindeteil des Marktes Marktbergel im Landkreis Neustadt an der Aisch-Bad Windsheim (Mittelfranken, Bayern). Munasiedlung liegt in der Gemarkung Marktbergel.

## Geographie
Die Siedlung liegt nahe deren Trauf auf der Frankenhöhe am Hohen Steig unweit der Quelle der Fränkischen Rezat. Sie besteht aus der Siedlungsstraße mit 55 Häusern und einigen Nebengebäuden. Sie ist außer an der Südseite von Wald umgeben. Im Nordosten befindet sich der Steigschlag, im Osten der Hartschlag. Südlich des Ortes fließt der Hartgraben, ein rechter Zufluss der obersten Fränkischen Rezat. Dort befindet sich das Naturschutzgebiet Weiherboden. 1 km nördlich erhebt sich der Petersberg (504 m ü. NHN).
Die Bundesstraße 13 führt nach Marktbergel (2 km nordwestlich) bzw. nach Oberdachstetten (3 km südöstlich). Eine Gemeindeverbindungsstraße führt zur Kreisstraße NEA 39 bei Obernzenn (5,5 km nordöstlich).

## Geschichte
Unter dem Nationalsozialismus wurde ab dem Frühjahr 1936 eine Munitionsanstalt errichtet, die am 26. September 1936 eingeweiht werden konnte. Bis zum 17. April 1945, der kampflosen Einnahme durch die US-Army, wurden von 400 bis 3000 Arbeitern – darunter auch Zwangsverpflichtete und Fremdarbeiter – Granaten und Geschosse gefertigt. Bis 1954 wurde die Anstalt von den Amerikanern genutzt, von 1954 bis 1959 wurden Heimatvertriebene untergebracht und das Areal von der Zollhundeschule genutzt, ab 1959 von der Bundeswehr, die das Areal 1960 als Frankenkaserne bezeichnete. Zuletzt war dort das Verteidigungsbezirkskommando 63 (VBK 63) stationiert, das für die Regierungsbezirke Mittelfranken und Schwaben zuständig war. Am 1. Juli 2006 wurde die Kaserne geschlossen und die Liegenschaft zum Verkauf angeboten. Am 30. Juli 2008 wurde sie an die US-Streitkräfte übergeben, die sie seitdem weiter nutzen, wie schon vorher die Standortschießanlage und das restliche Gelände der ehemaligen Muna.

## Baudenkmal
- ehemalige Fertigungsanlage der Lufthauptmunitionsanstalt 1/XIII Oberdachstetten für Flugabwehrmunition (Gebäude Nr. 116)[6]

## Wanderwege
Etwa 100 m westlich führen die Fernwanderwege Europäische Wasserweg, Jean-Haagen-Weg, Roter Flieger und Zollernweg vorbei.